# I'm So Fly
"I'm So Fly" is de tweede single van The Hunger for More, het debuutalbum van Amerikaanse rapper Lloyd Banks. De track is geproduceerd door Timbaland en zijn co-producer Danja. De video van het nummer werd geregisseerd door Jessy Terrero.